# Algot Nyström
Carl Algot Nyström, född 9 oktober 1905 i Trollhättans församling, död 7 november 1983 i Rougemont, North Carolina, var en svensk motorcykelförare. Han satte i slutet av 1920-talet på isbana flera svenska och nordiska hastighetsrekord i soloklassen och var bror till Magnus och Per Nyström.
Nyström, som utexaminerades från tekniska gymnasiet i Örebro, var verksam som ingenjör vid Trollhätte kraftverk. Han satte på Norton den  26 februari 1928 vid Åmål nytt skandinaviskt rekord på 1 km i klass C med 158,590 km/h (22,70 sekunder), vilket han den 27 januari följande år på Edsviken förbättrade till 172,745 km/h (20,84 sekunder). Vidare segrade han på Omega i Sveriges TT:s A-klass 1927, var prickfri i Majtävlingen på Norton 1927 och 1928 samt blev på samma märke tvåa i C-klassen efter Jimmy Simpson i Sveriges GP 1931.